# عایق پشم
عایق کاری پشم
عایق کاری پشم تنها از فیبرهای پشم گوسفند به وجود می‌آید که یا به‌طور ماشینی با هم ترکیب شده یا با استفاده از ۵ تا ۱۵ درصد پلی استر چسبناک قابل بازیافت به هم پیوند می‌خورند تا منجر به تولید طناب، غلتک و خشت‌های عایق کاری شوند. خشت‌ها معمولاً برای الوارهای چوبی چارچوب ساختمان‌ها، غلتک‌ها برای سقف و طناب‌ها اصولاً ماین کنده‌های چب در خانه‌های چوبی (کلبه‌ها) به کار می‌رود. عایق کاری پشم برای کاربردهای صوتی و گرمایی به کار می‌رود. پشم گوسفند یک مادهٔ طبیعی، با دوام، تجدید پذیر که از نظر علمی قابل بازیافت نیز هست و در کل زیست تجزیه پذیر نیز می‌باشد که سلامت انسان یا محیط زیست را هم به مخاطره نمی‌اندازد. پشم یک ماده بسیار مؤثر در عایق کاری است که برای سال‌های مدید به منظور پوشش افراد در قالب لباس به کار می‌رفته‌است. هم چنین عشایر مغولستان از پشم‌های نمدی پد گوسفندان به عنوان یک لایهٔ عایق در دیوارها وکف خانه‌های محل سکونت شان با نام ger یا یورت استفاده می‌کنند. در حال حاضر استفاده از پشم برای عایق کاری برای افزایش محبوبیت بوده وبیش تر در اروپا، استرالیا و کانادا به کار گرفته می‌شده که امروزه در آمریکا هم به فروش می‌رسد.

## ملاحظات ساختمانی
عایق کاری پشم معمولاً در قالب رول‌های خشت یا طناب‌هایی با عرض و ضخامت مختلف بسته به سلیقهٔ تولیدکننده می‌باشد. به‌طور کلی، خشت پشمی دارای ضخامتی بالغ بر ۵۰ میلی‌متر(۲اینچ) تا ۱۰۰ میلی‌متر (۴ اینچ) و عرض ۱۰۰ میلی‌متر (۱۶ اینچ) و ۶۰۰ میلی‌متر (۲۴ اینچ) و طولی برابر با ۵۰۰۰ میلی‌متر (۱۳ فوت، ۴ اینچ)، ۵۰۰۰ میلی‌متر (۱۶ فوت ۸ اینچ)، ۶۰۰۰ میلی‌متر (۲۰ فوت) و ۷۲۰۰ میلی‌متر (۲۴ فوت) می‌باشد. عرض ۱۶ اینچ و ۲۴ اینچ اندازه‌های استاندارد بین تیرچوب در چارچوب دیوار می‌باشد. بسیاری از تولیدکنندگان اندازه‌های متعارفی را اراده داده‌اند تا خشت‌ها و طناب‌ها به راحتی در محل مورد نظر جدا شوند. عایق کاری پشمی به‌طور قابل توجهی پر هزینه تر از عایق کاری‌های فایبر گلاس معمولی می‌باشد اما نیازی به استفاده از دستکش‌های محافظ نیست و ممکن است به‌طور قابل توجهی خطرات کمتری برای سلامتی هم برای ساکنین و هم پرسنل نصب در پی داشته باشد. از آن می‌توان برای سقف، دیوار‌ها و زمین هر نوع ساختمانی استفاده کرد به شرطی که در آن‌ها فضایی برای قرار دادن عایق کاری وجئد داشته باشد. نصب عایق کاری پشم بسیار شبیه به نصب خشت‌های معمول عایق کاری است، اما آن را می‌توان با استفاده از بست‌های آهنی در محل نگه داشت یا می‌تواند با استفاده از اصطکاک به کار گرفته شود که شامل برش بزرگ‌تر عایق نسبت به فضایی است که اشغال می‌کند که در این صورت با استفاده از اصطکاک آن را در محل نگه می‌داریم.

## عوامل محیطی
اولین دلیل برای پرورش گوسفندان پشم شان بوده‌است، به هر حال، پشم زنی سالانهٔ گوسفندان برای حفظ سلامتی شان لازم و ضروری است. پشمی که برای تولید عایق کاری به کار گرفته می‌شود پشمی است که توسط دیگر صنایع به علت رنگ و درجه‌شان دور ریخته می‌شود. همانن یک محصول زاید کنترل شده، پشم را هم نمی‌توان تا زمانی که پاک شود دور انداخته شود؛ بنابراین اثر انرژی شست‌وشوی پشم به صنعت دام پروری PAS2050 نسبت داده شده‌است. چندین عامل محیطی اولیه وجود دارد که باید آن‌ها را زمانی در نظر بگیریم که در جستجوی منبع پشم از قبیل روشی که گله برای آفت کش‌ها به کار گرفته می‌شوند، مواد شیمیایی به کار گرفته شده در طرز کار پشم پس از کوتاه کردن پشم‌ها و فاصلهٔ بین منبع و مقصد نهایی اش می‌باشد. گوسفندها اغلب با استفاده از آفت کش‌ها و قارچ کش‌ها طی فرایندی با عنوان فروبری درمان می‌شوند. در نتیجهٔ این فرایند اضافاتی بر پشم گوسفند باقی می‌ماند که در صورت استفادهٔ نا صحیح می‌تواند منجر به آلودگی ذخایر آب زیر زمینی می‌شود. این اضافات اغلب یک بار شسته و پس از آن پشم گوسفند تراشیه می‌شود اما این کار منجر به تولید سه محصول جانبی روغن، مشروب و لجن می‌شود. می‌توان ترتیب دو مورد اول را بدون هیچ گونه خطری داد اما مورد آخر شامل بقایای آفت کش هاست که منجر به بروز نگرانی برای دفع آن می‌شود. عایق کاری پشم گوسفند اغلب با استفاده از براکس به منظور تقویت اشتعال کاهی آن و مقادیر دافع آفات انجام می‌پذیرد. سطح براکس نسبتاً پایین و تنها ۴٪ وزن خشک است اگرچه حمام پشم شویی حجمی بیش از ۸–۹٪ از آن دارا می‌باشد. معدن کاری براکس یکی از پاکیزه‌ترین تکنیک‌های معدن کاری موجود است اما براکس به‌طور زیاد شونده‌ای به عنوان توکسین تولیدی معلق در معرض توجه قرار می‌گیرد که برای سال‌های طولانی ایمن در نظر گرفته می‌شد مطالعات مربوط به بلع حیوانات در گونه‌های مختلف با مقادیر بالا حاکی از آن است که بورات منجر به اثرات رشدی و تولیدی می‌شود. مهم‌ترین روش برای قرارگیری برای انسان‌ها استنشاق است که سوالاتی را در این زمینه به وجود می‌آورد که آیا گرد و غبار ناشی از عایق کاری پشم گوسفندان می‌تواند منجر به در معرض قرارگیری مسقیم برای انسان‌ها شود یا نه؟ البته این رویکرد برای هیچ‌کس به جز نصاب‌های خرفه‌ای محتمل نیست. شرکت‌هایی وجود دارند که از DE(diatomaceous earth) به عنوان قارچ زدایی استفاده می‌شود. DE به نظر بی‌خطر است و در خوراک دام و حیوانات برای دفع peristalses به کار می‌رود. DE دارای این ضرر است که به منظور تأثیرگذاری بیشتر دردو مرحله به کار گرفته می‌شود و پشمی که باید به کار گرفته شود از دست می‌رود.